# Sakanoue no Karitamaro
Sakanoue no Karitamaro (坂上苅田麿, 727 - 14 de fevereiro de 786)) foi um comandante samurai, e mais tarde Chinjufu Shogun (comandante-em-chefe da defesa do Norte), durante o período Nara da História do Japão.
O pai de Karitomo foi Sakanoue no Inukai que era diretor da Agencia encarregada pela construção do Tōdai-ji.
Em 764, já como Chinjufu Shogun, Karitamaro foi auxiliado por Fujiwara no Nakamaro a combater uma revolta dos Emishi.
Apesar de ter se envolvido na rebelião de Higai no Kawatsugu em 782 contra o Imperador Kammu, Karitamaro parece ter recuperado a confiança de Kammu rapidamente, pois foi perdoado apenas quatro meses depois de ser indiciado.
Ainda em 782 como Ueji no kami (Comandante do exercito imperial da direita) tomou parte do grupo de oficiais que foram vistoriar a construção da nova capital em Nagaoka-kyō.
Saeki no Kuramaro era governador da Província de Tanba no momento da construção da Nagaoka-kyō. Sakanoue no Karimataro, o substituiu sendo nomeado  Tanba no kami (Governador de Tanba). Mais tarde se tornou Governador da Província de Echizen.
Karitomo deixou como seu herdeiro político o seu filho Sakanoue no Tamuramaro, o primeiro a ter o título Seii-tai-Shōgun. 
| Precedido por Sakanoue no Inukai | Líder do Clã Sakanoue 765 - 786 | Sucedido por Sakanoue no Tamuramaro |